# Las Meninas (Picasso)
Las Meninas è un ciclo di 58 dipinti e studi realizzati nel 1957 dal pittore spagnolo Pablo Picasso.
Il ciclo è interamente conservato nel Museu Picasso di Barcellona, per volontà dell'artista.
Picasso, durante gli ultimi anni di attività, dipinse molte re-interpretazioni di quadri di grandi artisti del passato: qui si tratta di Diego Velázquez e le sue Las Meninas.